# 선례
선례(precedent)는 법원이 이후 동일하거나 유사한 사건을 판결할 때 권위를 갖는 사법 판결이다. 영미법계의 기본인 선례는 "판결된 사항을 고수함"(stare decisis)의 원칙에 따라 운영되며, 과거의 사법 판결은 미래의 판결을 안내하는 판례로 사용되어 일관성과 예측 가능성을 증진한다.
선례는 영미법계를 민법 체계와 구별하는 결정적 특징이다. 영미법에서 선례는 법원이 따라야 하는 것(구속력 있음)이거나 고려할 수 있지만 따를 필요는 없는 것(설득력 있음)일 수 있다. 반면 민법 체계는 선례에 대한 강조 없이 포괄적인 코드와 자세한 법령을 특징으로 하며, 판사는 주로 사실 조사와 성문화된 법률 적용에 중점을 둔다.
영미법계의 법원은 판례에 크게 의존하는데, 이는 특정 문제나 주제에 대한 이전 사법 판결에 의해 확립된 선례와 법적 원칙을 수집한 것을 말한다. 판례법의 발전은 이러한 판결문을 법률 보고서에 체계적으로 공개하고 색인화하여 변호사, 법원, 일반 대중이 접근할 수 있게 하는 데 달려 있다.

## 같이 보기
- 판례 인용법
- 관습법
- 미국의 랜드마크 판례 목록
- 판결이유